# Miss sveta
Miss Sveta (Miss World) je največje in najbolj prestižno lepotno tekmovanje na svetu, ki ima začetke v Veliki Britaniji. Na njem sodelujejo predstavnice iz različnih držav. Med njimi izberejo najlepše dekle, ta prejme naziv Miss sveta.
Kandidatke za Miss Sveta morajo biti v tekočem letu stare med 17 in 24 let, visoke več kot 165 cm, simpatičnega obraza, skladne postave, komunikativne in državljanke države, ki jo zastopajo (brez otrok, neporočene, nekaznovane). Na izboru za Miss Sveta sodeluje med 100-150 držav . Vsako leto prenos tekmovanja spremlja miljarda ljudi po celem svetu.
Skupaj z Miss Universe, Miss Grand International, Miss International in Miss Supranational ta lepotni izbor velja za eno najbolj znanih na svetu; imenuje jo "Grand Slam" lepotna tekmovanja.

## Nekdanje Miss Sveta
- Miss World 2018 Vanessa Ponce Mehika
- Miss World 2017 Manushi Chhillar Indija
- Miss World 2016 Stephanie Del Valle Portoriko
- Miss World 2015 Mireia Lalaguna Španija
- Miss World 2013 Megan Young Filipini
- Miss World 2011 Ivian Sarcos Venezuela
- Miss World 2010 Alexandria Mills Združene Države Amerike
- Miss World 2009 Kaiane Aldorino Gibraltar
- Miss World 2008 Ksenia Sukhinova Rusija
- Miss World 2007 Zhang Zilin Kitajska
- Miss World 2006 Taťána Kuchařová Češka
- Miss World 2004 María Julia Mantilla Peru
- Miss World 2003 Rosanna Davison Irska
- Miss World 2002 Azra Akin Turčija
- Miss World 2000 Priyanka Chopra Indija
- Miss World 1999 Yukta Mookhey,  Indija
- Miss World 1998 Linor Abargil,  Izrael
- Miss World 1997 Diana Hayden, IndijaMiss World 1997 Diana Hayden, Indija
- Miss World 1995 Jacqueline Aguilera, Venezuela
- Miss World 1994 Aishwarya Rai,  Indija
- Miss World 1993 Lisa Hanna, Jamajka
- Miss World 1978 Silvana Suárez,  Argentina
- Miss World 1977 Mary Stävin, Švedska
- Miss World 1969 Eva Rueber-Staier,  Avstrija
- Miss World 1968 Penelope Plummer,  Avstralija
- Miss World 1967 Madeline Hartog-Bel, Peru
- Miss World 1964 Ann Sidney,  Velika Britanija
- Miss World 1962 Catharina Lodders,  Nizozemska
- Miss World 1960 Norma Cappagli,  Argentina
- Miss World 1959 Corine Rottschäfer,  Nizozemska
- Miss World 1958 Penelope Coelen, Južna Africa
- Miss World 1957 Marita Lindahl, Finska
- Miss World 1953 Denise Perrier, Francija